# Allen County Museum
L'Allen County Museum, ossia il museo della contea di Allen, occupa un'intera porzione della città di Lima, in Ohio, e si estende in una vasta area articolata in più edifici, nei quali sono esposte collezioni di vario genere.
Oltre alle esposizioni permanenti, nel museo vengono allestite mostre e organizzate iniziative con programmi educativi destinati alle diverse comunità che risiedono nella contea. Fra gli eventi sono previsti incontri a tema, conferenze e appuntamenti ricorrenti, come la festa annuale dell'albero di Natale.
Vengono inoltre stipulate collaborazioni a livello regionale e nazionale per creare nuove opportunità di trasmissione al pubblico della storia e dell'arte locali.
Il museo è accreditato dall'American Alliance of Museums.

## Storia
Nel 1908 un gruppo di cittadini della contea di Allen si unì per fondare la società non profit Allen County Historical Society, con lo scopo di raccogliere testimonianze della storia locale per preservarne la memoria. Inizialmente le collezioni vennero custodite nel nuovo edificio intitolato ai veterani, il Veterans Memorial Hall, in accordo con le autorità locali. Nel 1935 la Historical Society, in particolare attraverso l'impegno di Elizabeth M. MacDonell e di John Wesley Van Dyke, iniziò a predisporre la costruzione di un vero e proprio museo dedicato.
I lavori vennero interrotti durante la seconda guerra mondiale, ma entro il 1954 si riuscì a porre la prima pietra, tratta fra l'altro dalla costruzione originaria della Casa Bianca di Washington. Tra il 1954 e il 1955 fu costruito l'edificio che attualmente ospita il museo, poi ampliato nel corso degli anni per lo più a spese della Allen County Historical Society, che nel frattempo aveva incrementato le collezioni.

## Gli edifici
L'edificio principale ospita le collezioni su due piani, e comprende varie sezioni. Fra queste la biblioteca di genealogia e storia locali, dedicata alla memoria di Elizabeth M. MacDonell, e l'archivio delle ferrovie, in cui sono custodite stampe e progetti della Lima Locomotive Works, la terza società statunitense per la costruzione di locomotive a vapore. È presente anche un centro di apprendimento per i bambini di ogni età, cui all'esterno è dedicato pure un parco.
Il museo comprende inoltre due costruzioni, ciascuna con la propria storia: una casetta in legno, risalente al 1848, salvata dalla demolizione e ricostruita all'interno dell'area museale tra il 1958 e il 1960, e la villa vittoriana MacDonell House, nota anche come Banta-Van Dyke House. Quest'ultima, in stile Shingle, risale al 1893, e dal 1978 è inclusa nel National Register of Historic Places.

## Collezioni particolari
Il museo offre una varietà di collezioni riferite a vari ambiti.

### I ritratti della famiglia Brice
Si tratta di due dipinti donati al museo e raffiguranti rispettivamente il senatore Calvin Stewart Brice, eseguito da John Singer Sargent nel 1898, e la famiglia del senatore, ritratta da Carolus-Duran. La donazione di quest'ultimo quadro risale al 2022.
Calvin Brice, senatore dell'Ohio dal 1891 al 1897, visse a Lima dove si era trasferito dall'originaria contea di Morrow, ed ebbe un ruolo molto attivo nei programmi di sviluppo delle ferrovie.

### La locomotiva Shay
Fra le locomotive a vapore della Lima Locomotive Works, la più rinomata è la cosiddetta Shay, dal nome dell'autore del brevetto Ephraim Shay. Una locomotiva Shay del 1925, appositamente restaurata, ha ottenuto una collocazione di primo piano, divenendo l'attrazione principale per i visitatori dopo l'espansione del museo di Allen County tra il 2006 e il 2009.

### Gli artefatti dei nativi americani
Il museo ospita una cospicua quantità di artefatti dei nativi americani, comprendente oggetti d'arte, ceramiche, abiti, punte di frecce e altre testimonianze. Le collezioni sono categorizzate in base al periodo cui risalgono, a partire da quasi diecimila anni fa. La maggiore quantità degli artefatti esposti è stata comunque prodotta in periodi più recenti e riguarda oggetti utilizzati nella quotidianità. Un finto scheletro esemplifica il rituale della sepoltura in posizione flessa; lo scheletro originale è stato rinvenuto nel 1960 nei pressi della città, in uno dei tre luoghi di antica sepoltura collocati all'interno della contea di Allen. Fra le attrazioni è esposta una tipica abitazione degli Indiani d'America.

### La piantagione di George Washington
Al piano superiore del museo è stato ricostruito un modellino della residenza di Mount Vernon appartenuta al presidente George Washington. La ricostruzione mostra la vita quotidiana dei braccianti e della famiglia nella piantagione, e si compone di oltre ottomila pezzi uniti insieme. Il paziente lavoro è frutto di un progetto iniziato nel 1935 da George S. Pond, che insieme al figlio Stanton impiegò quasi due anni e mezzo per completarlo. L'accurato modellino è completato da una bandiera americana originale del 1795.

### La cella di John Dillinger
Una delle attrazioni del museo è costituita dalla copia della cella a Lima in cui negli anni trenta era imprigionato John Dillinger; in essa sono contenute le statue di cera sia del malvivente che dello sceriffo Jess Sarber. Di quest'ultimo, in particolare, la ricostruzione intende onorare l'eroico sacrificio, che gli costò la vita e che spinse l'FBI alla caccia spietata di Dillinger.

### Carrozze e automobili
Il museo ospita una notevole collezione di veicoli sia a motore che a trazione animale, risalenti a un periodo compreso tra il 1909 e il 1925. Dal 1917 al 1919 furono costruiti proprio a Lima oltre cinquemila mezzi militari dell'esercito statunitense, utilizzati nel corso della prima guerra mondiale. Fra le curiosità particolari, sono presenti due carri funebri trainati da cavalli; uno di essi contiene una bara.

### Collezioni uniche
Il museo ospita anche la maggiore collezione di animali albini, e la riproduzione dell'Arca di Noè. Forse l'esposizione più insolita è tuttavia quella relativa agli oltre cento oggetti estratti dai medici Walter ed Estey Yingling da bocche, gole ed esofagi dei propri pazienti, che avevano ingoiato monete, ossicini, denti, bottoni, piccoli gioielli, chiavi, forcine, viti, spille da balia e perfino un tubo di gomma.